# Karl Schermann
Karl Schermann (* 1. April 1950 in Niederbayern) ist ein deutscher Zeitungsjournalist, früherer Chefredakteur bei der tz, sowie des Münchner Merkur.

## Leben
Scherman wuchs in Niederbayern auf. Er machte sein journalistisches Volontariat beim Münchner Merkur. Danach wurde er Redakteur und später Lokalchef der Münchner Boulevardzeitung tz. Bei der Passauer Neuen Presse wurde er bereits stellvertretender Chefredakteur. Ab dem 1. Februar 1999 übernahm er den Chefposten bei der tz. In seine Zeit als Leiter der tz fiel die „Affäre Schweinsteiger“, die mit dem Ausscheiden des stellvertretenden Chefredakteur und Sportchefs der Zeitung endete. Zum 1. Januar 2007 wurde er als Nachfolger von Ernst Hebeker Chefredakteur beim Münchner Merkur.
Zum Jahresende 2013 verabschiedete sich Schermann in den Ruhestand, übergab den Chefposten beim Merkur zum 1. Januar 2014 an Bettina Bäumlisberger.
Ab 2009 hatte Schermann in der Fernsehserie Der Kaiser von Schexing für insgesamt sieben Folgen eine kleine, wiederkehrende Nebenrolle als Gemeinderat übernommen. Für sechs Episoden der Staffel 5 und 6 der Fernsehkrimiserie München 7 schlüpfte Ruheständler Schermann 2014 in die Rolle eines katholischen Pfarrers. Zuvor hatte er 2004 in der ersten Staffel eine kleine Nebenrolle als Demonstrant in der ersten Staffel.
Kurzzeitig stand eine Rückkehr Schermanns auf den vakanten Posten des Chefs beim Münchner Merkur im Raum, als Bäumlisberger im Konflikt mit Verleger Dirk Ippen zum 31. März 2016 ihren Posten räumte. Er sagte indes aus gesundheitlichen Gründen ab.
Der Zeitungsjournalist im Ruhestand war in der Vergangenheit auch Dozent der Deutschen Journalistenschule.
Noch während seiner Zeit als Zeitungschef erschien 2003 ein Buch von Karl Scherman, das dokumentarisch von Kindern aus aller Welt handelt.

## Werke
- Der Junge, den die Zeit vergaß : 31 Geschichten von Kindern aus aller Welt. mit Fotos von Franz Schallner. Vgs, Köln 2003, ISBN 3-8025-3285-6.

## Auszeichnungen
- 2006:  B.A.U.M.-Umweltpreis[10]
- 2003: UNICEF Medienpreis
- 2013: Bayerische Finanzmedaille für besondere Verdienste
- 2020: Bayerischer Verdienstorden

## Belege
1. ↑  Karl Schermann "tz"-Chefredakteur (Memento vom 23. April 2016 im Internet Archive), BDZV 11. Dezember 1998, abgerufen am 23. April 2016.
2. ↑  Fall Schweinsteiger - "tz"-Sportchef gefeuert, Stern/Reuters/DPA 24. März 2006, abgerufen am 23. April 2016.
3. ↑  Berufsprofil Karl Scherman, Kress, abgerufen am 23. April 2016.
4. ↑  "Münchner Merkur" mit neuer Chefredakteurin: Schermann geht, Bäumlisberger kommt, Kress 8. Oktober 2013, abgerufen am 23. April 2016.
5. ↑  Der Kaiser von Schexing Gastrollen - Eine Auswahl, BR vom 27. September 2012, abgerufen am 23. April 2016.
6. ↑  Naturtalent bei München 7 ist Karl Schermann, der den Pfarrer gibt, tz vom 25. Juli 2014, abgerufen am 23. April 2016.
7. ↑  Eine Rückkehr Der "Münchner Merkur" entlässt nach zwei Jahren seine Chefredakteurin, Süddeutsche Zeitung vom 19. Februar 2016, abgerufen am 23. April 2016.
8. ↑  'Münchner Merkur' sucht erneut Chefredakteur, .boerse-online.de vom 1. März 2016, abgerufen am 23. April 2016.
9. ↑  Dozenten der Deutschen Journalistenschule, abgerufen am 23. April 2016.
10. ↑  Preisträgerliste B.A.U.M.-Umweltpreis (PDF), abgerufen am 23. April 2016.

| Personendaten    | Personendaten                          |
| ---------------- | -------------------------------------- |
| NAME             | Schermann, Karl                        |
| KURZBESCHREIBUNG | deutscher Zeitungsjournalist und Autor |
| GEBURTSDATUM     | 1. April 1950                          |
| GEBURTSORT       | Niederbayern                           |